# Hudson, Buenos Aires
Guillermo Enrique Hudson là một thị trấn bán nông thôn tại Berazategui Partido (xã hành chính) của tỉnh Buenos Aires, Argentina.
Tên thị trấn này được đặt theo tên nhà văn William Henry Hudson dịch ra tiếng Tây Ban Nha.
Nó có tuyến đường bộ và đường sắt đến cả Buenos Aires và La Plata. Đoạn đường thu phí của Hudson nối hai thành phố đã trở nên nổi tiếng vào năm 2000 khi một vụ tai nạn ô tô bên trạm thu phí xảy ra tại đây giết chết ca sĩ Rodrigo.